# 高射教導隊 (陸上自衛隊)
高射教導隊（こうしゃきょうどうたい、Air Defense School Unit）は、千葉県千葉市若葉区の下志津駐屯地に駐屯する陸上自衛隊高射学校隷下の教導部隊である。

## 概要
高射教導隊は陸上自衛隊高射学校の入校学生に対する教育支援や戦術の研究、教範の作成支援などを行い、全高射特科部隊の範となるべく創設された。

## 沿革
- 1969年（昭和44年）3月1日：廃止した第119特科大隊および第123特科大隊の一部を改編して高射教導隊（2個大隊基幹）が下志津駐屯地において創隊。
※新編時の編成
  - 第1大隊（本部管理中隊、第1中隊（75mm高射砲）、第2中隊（35mm2連装高射機関砲 L-90）、第3中隊（従来の高射火器））
  - 第2大隊（本部管理中隊、第4中隊（地対空誘導弾ホーク1セットを装備：国産初号機）、直接支援隊
- 1970年（昭和45年）8月5日：高射学校隷下の第123特科大隊を廃止し、地対空誘導弾ホーク装備部隊として第309高射中隊、第310高射中隊を新編。第2大隊に編合。
- 1976年（昭和51年）8月20日：第309高射中隊が下志津駐屯地から青野原駐屯地に移駐し、新編の第8高射特科群に編合。
- 1982年（昭和57年）9月：81式短距離地対空誘導弾を装備。
- 1989年（平成元年）11月：87式自走高射機関砲を装備。
- 1995年（平成07年）1月：93式近距離地対空誘導弾を装備。
- 2002年（平成14年）
  - 3月23日：第1大隊、第2大隊を廃止。本部管理中隊、高射中隊4個、第310高射中隊の体制に改編[1]。
  - 3月27日：後方支援体制変換に伴い、整備部門を東部方面後方支援隊高射教育直接支援中隊に移管。
- 2005年（平成17年）7月：03式中距離地対空誘導弾を装備。
- 2013年（平成25年）6月：11式短距離地対空誘導弾を装備。
- 時期不明：03式中距離地対空誘導弾（改善型）を装備。

## 部隊編成
- 高射教導隊本部
- 本部管理中隊「高教-本」
- 第1高射中隊「高教-1」：81式短距離地対空誘導弾および11式短距離地対空誘導弾（短SAM）
- 第2高射中隊「高教-2」：93式近距離地対空誘導弾（近SAM）
- 第3高射中隊「高教-3」：87式自走高射機関砲（87AW）
- 第4高射中隊「高教-4」：03式中距離地対空誘導弾（改善型）（中SAM）
- 第310高射中隊「高教-310高」：地対空誘導弾改良ホーク改善Ⅲ型

※ 同駐屯地に所在する「第334高射中隊」（旧：第308高射中隊）は、第2高射特科群の隷下部隊である。

## 整備支援部隊
- 東部方面後方支援隊高射教育直接支援中隊「高教直支」（下志津駐屯地）：2002年（平成14年）3月27日から

## 主要幹部
| 官職名       | 階級    | 氏名   | 補職発令日     | 前職                                 |
| ------------ | ------- | ------ | -------------- | ------------------------------------ |
| 高射教導隊長 | 1等陸佐 | 岩下悟 | 2024年08月01日 | 西部方面総監部防衛部防衛課陸上連絡官 |

| 代 | 氏名       | 在職期間                                                    | 前職                                  | 後職                                         |
| -- | ---------- | ----------------------------------------------------------- | ------------------------------------- | -------------------------------------------- |
| 01 | 古河隆士   | 1969年03月01日 - 1971年07月15日 ※1969年07月01日 1等陸佐昇任 | 陸上自衛隊高射学校勤務 （2等陸佐）    | 陸上自衛隊高射学校勤務                       |
| 02 | 赤城千之助 | 1971年07月16日 - 1973年07月15日                             | 陸上自衛隊武器学校学校教官            | 陸上自衛隊高射学校勤務                       |
| 03 | 溝畑一郎   | 1973年07月16日 - 1976年08月01日                             | 統合幕僚会議事務局第4幕僚室勤務       | 陸上自衛隊高射学校勤務                       |
| 04 | 池端照男   | 1976年08月02日 - 1979年03月15日                             | 陸上自衛隊高射学校勤務                | 陸上自衛隊高射学校付 →1979年7月16日 停年退官 |
| 05 | 齊藤浩平   | 1979年03月16日 - 1980年07月31日                             | 第3高射特科群長                       | 陸上自衛隊高射学校第1教育部長                |
| 06 | 伊藤禎三   | 1980年08月01日 - 1981年07月31日                             | 陸上自衛隊高射学校学校教官            | 陸上自衛隊高射学校研究員                     |
| 07 | 梅田師巳   | 1981年08月01日 - 1983年07月31日                             | 陸上自衛隊高射学校勤務                | 陸上自衛隊高射学校総務部長                   |
| 08 | 笛田六男   | 1983年08月01日 - 1985年03月15日                             | 陸上自衛隊高射学校勤務                | 陸上自衛隊高射学校学校教官                   |
| 09 | 川野智弘   | 1985年03月16日 - 1987年03月31日                             | 陸上自衛隊高射学校学校教官            | 陸上自衛隊高射学校作戦評価室長               |
| 10 | 安達保義   | 1987年04月01日 - 1988年07月31日                             | 中部方面総監部人事部募集課長          | 陸上自衛隊高射学校総務部長                   |
| 11 | 満井清     | 1988年08月01日 - 1990年03月15日                             | 陸上自衛隊高射学校学校教官            | 陸上自衛隊高射学校学校教官                   |
| 12 | 清永英治   | 1990年03月16日 - 1991年07月31日                             | 陸上自衛隊高射学校第1教育部 教務課長  | 第2高射特科団副団長                          |
| 13 | 森嵩徳     | 1991年08月01日 - 1993年03月23日                             | 陸上自衛隊高射学校学校教官            | 陸上自衛隊高射学校総務部長                   |
| 14 | 坂野元信   | 1993年03月24日 - 1995年03月22日                             | 第2高射特科団本部高級幕僚             | 陸上自衛隊高射学校総務部長                   |
| 15 | 小柳一彦   | 1995年03月23日 - 1997年03月25日                             | 陸上幕僚監部監理部法務課 賠償班長     | 陸上自衛隊高射学校勤務                       |
| 16 | 中尾英夫   | 1997年03月26日 - 1999年03月22日                             | 第101後方支援隊長                     | 陸上自衛隊高射学校勤務                       |
| 17 | 朝日章     | 1999年03月23日 - 2000年07月31日                             | 陸上自衛隊高射学校作戦評価室長        | 陸上自衛隊高射学校勤務                       |
| 18 | 青木吉則   | 2000年08月01日 - 2002年07月31日                             | 陸上自衛隊高射学校総務部長            | 陸上自衛隊高射学校勤務                       |
| 19 | 畊野一郎   | 2002年08月01日 - 2004年07月31日                             | 西部方面総監部総務部広報室長          | 八戸駐屯地業務隊長                           |
| 20 | 仮屋勉     | 2004年08月01日 - 2007年12月02日                             | 東北方面総監部調査部資料課長          | ※2008年2月12日 退職                          |
| 21 | 宮前正己   | 2007年12月03日 - 2009年11月30日                             | 陸上自衛隊北海道補給処補給部長        | 陸上自衛隊高射学校付 →2010年3月28日 退職     |
| 22 | 菅田雅之   | 2009年12月01日 - 2011年11月30日                             | 情報本部勤務                          | 陸上自衛隊研究本部総務部総務課長             |
| 23 | 江下昌徳   | 2011年12月01日 - 2013年07月31日                             | 陸上自衛隊高射学校総務部長            | 西部方面総監部防衛部防衛課 陸上連絡官        |
| 24 | 古庄一広   | 2013年08月01日 - 2016年07月31日                             | 西部方面総監部人事部厚生課長          | 陸上自衛隊高射学校付 →2016年8月26日 退職     |
| 25 | 船盛博実   | 2016年08月01日 - 2018年03月22日                             | 第1高射特科団本部高級幕僚             | 東北方面総監部総務部総務課長                 |
| 26 | 城下亘     | 2018年03月23日 - 2020年03月15日                             | 東北方面総監部総務部総務課長          | 東北方面総監部装備部後方運用課長             |
| 27 | 梅木知克   | 2020年03月16日 - 2022年12月22日                             | 西部方面総監部人事部募集課長          | 陸上自衛隊高射学校付 →2023年3月13日 退職     |
| 28 | 平 剛      | 2022年12月23日 - 2024年07月31日                             | 陸上自衛隊高射学校総務部長            | 陸上自衛隊高射学校付                         |
| 29 | 岩下悟     | 2024年08月01日 -                                            | 西部方面総監部防衛部防衛課 陸上連絡官 |                                              |

## 主要装備
- 1/2tトラック / 73式小型トラック
- 1 1/2tトラック / 73式中型トラック
- 3 1/2tトラック / /73式大型トラック
- 82式指揮通信車
- 03式中距離地対空誘導弾
- 地対空誘導弾改良ホーク
- 81式短距離地対空誘導弾
- 11式短距離地対空誘導弾
- 87式自走高射機関砲
- 93式近距離地対空誘導弾
- 対空レーダ装置 JTPS-P14
- 低空レーダ装置 JTPS-P18
- 89式5.56mm小銃